# Stora Abborrasjön, Småland
Stora Abborrasjön är en sjö i Gislaveds kommun och Tranemo kommun i Småland och ingår i Nissans huvudavrinningsområde. Sjön har en area på 0,16 kvadratkilometer och ligger 201,9 meter över havet. Sjön avvattnas av vattendraget Mossebobäcken. Sjön är omgärdad av Abborramossen, och söder om Stora Abborrasjön ligger Lilla Abborrasjön. 

## Delavrinningsområde
Stora Abborrasjön ingår i det delavrinningsområde (637921-137292) som SMHI kallar för Mynnar i Nissan. Medelhöjden är 194 meter över havet och ytan är 8,93 kvadratkilometer. Det finns inga delavrinningsområden uppströms utan avrinningsområdet är högsta punkten. Mossebobäcken som avvattnar avrinningsområdet har biflödesordning 2, vilket innebär att vattnet flödar genom totalt 2 vattendrag innan det når havet efter 151 kilometer. Delavrinningsområdet består mestadels av skog (56 %) och sankmarker (23 %). Avrinningsområdet har 0,61 kvadratkilometer vattenytor vilket ger det en sjöprocent på 6,8 %.